# 江丙坤
江 丙坤（こう へいこん、1932年〈昭和7年〉12月16日 - 2018年〈民国107年〉12月10日）は中華民国（台湾）の政治家、外交官。台湾の対中交渉窓口機関である財団法人 海峡交流基金会（海基会）董事長、中国国民党副主席、国際民主同盟（IDU）副議長、東京スター銀行取締役会長等を歴任。2015年に旭日重光章を受賞した。日本統治時代に使用していた名は江原 正雄。

## 人物
1932年（昭和7年）12月16日、台中州南投郡（現在の南投県）の貧農の家に生まれる。台湾省立法商学院（現在の国立台北大学）地政学科を卒業し、1960年（民国49年）に中国国民党第一期中山奨学金を得て東京大学に留学、農業経済学博士号を取得した。駐日大使館、駐南アフリカ大使館の勤務を経て、1982年（民国71年）、経済部国際貿易局副局長を拝命。以後、経済部の要職を歴任し、李登輝総統・連戦内閣で経済部長（1993年-1996年）、蕭万長内閣で行政院経済建設委員会主任委員（1996年-2000年）を務めた。
2001年（民国90年）、立法委員選挙に国民党から不分区（全国比例代表区）で立候補して当選。立法院副院長に就任し2005年（民国94年）まで務める。立法委員を2期6年間務めた後、2008年（民国97年）5月26日、馬英九総統のもとで海峡交流基金会董事長に就任し対中交渉のトップとなった。
2008年6月11日に海基会代表団を率いて訪中。大陸側の窓口交渉機関である海峡両岸関係協会の陳雲林会長や国務院台湾事務弁公室の王毅主任と初会談し、週末直行チャーター便運航と大陸からの台湾観光解禁に合意した。11月3日には台北で陳雲林会長と第二次会談を行い、両岸の三通（通信・通商・通航の直接開放）の事実上の実現で合意。
2009年（民国98年）4月26日、南京での陳雲林会長との第三次トップ会談では両岸直航便の定期便化、犯罪捜査・司法協力で合意した。その後まもなく辞意が伝えられたが、馬英九総統の慰留を受け、2012年（民国101年）9月まで在任した。その間、トップ会談は8回に及んだ。
また、国民党では2003年から2012年まで副主席を務めた。

## 日本との関連
- 1960年代に東京大学大学院農学系研究科農業経済学専攻に留学し、1964年に農学修士号、1971年に農業経済学博士号を取得した。
- 東大の修士課程を修了した1964年から1974年まで、駐日中華民国大使館（および、国交断絶後の亜東関係協会東京弁事処）に勤務していた。
- 1974年、博士論文をベースとして東京大学出版会から「台湾地租改正の研究―-日本領有初期土地調査事業の本質」を出版している。
- 2008年8月25日に来日し、麻生太郎自民党幹事長（当時）などと会見したほか、対中政策について日本語で講演。さらに、同年12月4日にも訪日するなど、台湾の対中政策を日本側に説明する任務を担っている。
- 2014年6月5日、中国信託商業銀行による東京スター銀行の完全子会社化に伴い、同行取締役会長に就任した[2][4]。
- 2016年11月、自伝『日台の架け橋として 居之無捲、行之以忠』（日本工業新聞社）を出版した。